# Jan Węglarz
Jan Węglarz (ur. 24 września 1947 w Poznaniu) – polski matematyk i informatyk, członek rzeczywisty PAN, profesor zwyczajny Politechniki Poznańskiej, wieloletni pełnomocnik dyrektora IChB PAN ds. Poznańskiego Centrum Superkomputerowo-Sieciowego. Zajmuje się głównie badaniami operacyjnymi. Jeden z autorów mikrokomputera Elwro 800 Junior.

## Życiorys
Absolwent I Liceum Ogólnokształcącego im. Karola Marcinkowskiego w Poznaniu. Studiował na Wydziale Matematyki, Fizyki i Chemii Uniwersytetu im. Adama Mickiewicza w Poznaniu oraz na Wydziale Elektrycznym Politechniki Poznańskiej.
Na Politechnice Poznańskiej pracę zaczął w 1971. Doktorat uzyskał w 1974 a habilitację w 1977. W 1988 uzyskał tytuł profesora nauk technicznych. Trzy lata później został wybrany członkiem korespondentem, a w roku 1998 r. członkiem rzeczywistym PAN. W 1976 r. założył i był kierownikiem Pracowni Badań Operacyjnych. Następnie od 1995 r kierował Zakładem Badań Operacyjnych i Sztucznej Inteligencji w Instytucie Informatyki Politechniki Poznańskiej. Był także pełnomocnikiem dyrektora Instytutu Chemii Bioorganicznej PAN ds. Poznańskiego Centrum Superkomputerowo-Sieciowego. Był współtwórcą tej jednostki. Centrum to stało się jednym z trzech głównych tego typu centrów w Polsce, będące nie tylko operatorem miejskiej sieci komputerowej POZMAN, ale także krajowej, szerokopasmowej sieci naukowej POL-34. 
Jest specjalistą w dziedzinie informatyki, badań operacyjnych oraz nauk decyzyjnych. Jego badania koncentrują się na zagadnieniach związanych z harmonogramowaniem zadań oraz alokacją zasobów, które znalazły zastosowanie praktyczne, zarówno w kontekście technicznym, jak i ekonomicznym. Jest autorem prac dotyczących optymalizacji procesów przydziału zasobów w systemach produkcyjnych i komputerowych. Problemy te obejmowały przydzielanie różnorodnych zasobów, takich jak maszyny, narzędzia, czy wózki w systemach produkcyjnych oraz komponenty infrastruktury komputerowej, takie jak procesory, pamięci i urządzenia peryferyjne. W obu przypadkach jego celem było efektywne zarządzanie ograniczonymi zasobami, aby maksymalizować ich wydajność w realizacji różnych zadań. Zadania te modelował za pomocą struktur matematycznych, które wiązały określone cechy realizacyjne (np. czas wykonania, koszt, prędkość) z ilością przypisanych zasobów. Badania te przyczyniły się do rozwoju metod szeregowania zadań oraz teorii sterowania przydziałem zasobów. Jego osiągnięcia znalazły praktyczne zastosowanie w systemach produkcyjnych, gdzie optymalizacja procesów produkcji była kluczowa, jak również w systemach komputerowych. Zainicjował badania nad wielokryterialnymi zagadnieniami zarządzania zasobami w systemach gridowych oraz współredagował pierwszą monografię poświęconą zarządzaniu zasobami w tych systemach. Wyniki jego prac znalazły odzwierciedlenie w 15 monografiach oraz w ponad 250 artykułach.
Współpracował naukowo z ponad 100 ośrodkami badawczymi na całym świecie, przede wszystkim w Stanach Zjednoczonych i Niemczech. Wielokrotnie zapraszano go do wygłaszania wykładów m.in. w USA, Kanadzie, Japonii, Indiach, Izraelu oraz niemal wszystkich krajach Europy. Łącznie wygłosił ponad 100 referatów na międzynarodowych konferencjach naukowych.
Jest laureatem wielu nagród naukowych, w tym Nagrody Fundacji na rzecz Nauki Polskiej oraz złotego medalu EURO — Stowarzyszenia Europejskich Towarzystw Badań Operacyjnych. Był pierwszym przedstawicielem Europy Środkowo-Wschodniej, który objął funkcję prezydenta tego stowarzyszenia. Działał w PAN jako członek Prezydium PAN w kadencji 2003-2010; Prezes Oddziału PAN w Poznaniu w latach 1999-2010; Zastępca Przewodniczącego i Sekretarz Naukowy Oddziału PAN w Poznaniu w latach 1996-1998. Od 1991 jest członkiem korespondentem PAN oraz od 1998 członkiem rzeczywistym PAN. 
Pełnił funkcję promotora w 20 przewodach doktorskich. Spośród jego doktorantów, ośmiu uzyskało stopień doktora habilitowanego, a sześciu otrzymało tytuł profesora. Dwóch z jego wychowanków, członków Polskiej Akademii Nauk — Jacek Błażewicz i Roman Słowiński — należy do światowej czołówki w swoich dziedzinach specjalizacji, odpowiednio w optymalizacji kombinatorycznej oraz wielokryterialnym wspomaganiu decyzji. Zrecenzował około 40 rozpraw doktorskich, 20 przewodów habilitacyjnych oraz 20 wniosków o nadanie tytułu profesora. Ponadto, jako rzeczoznawca Centralnej Komisji do Spraw Stopni i Tytułów, przygotował opinie dla około 150 wniosków. Od 1976 roku profesor Węglarz regularnie prowadzi otwarte seminarium naukowe, w którym licznie uczestniczą przedstawiciele innych krajowych i zagranicznych ośrodków akademickich, w tym osoby przygotowujące rozprawy doktorskie i habilitacyjne. W ramach tego seminarium wygłoszono dotychczas około 800 referatów naukowych. Artykuły publikował w takich czasopismach jak m.in. „European Journal of Operational Research", „Journal of the Operational Research Society" oraz „Annals of Operations Research".

## Członek towarzystw naukowych[3]:
- American Mathematical Society (od 1977 r., stały recenzent "Mathematical Reviews");
- Operations Research Society of America - ORSA, od 1999 r., po połączeniu z The Institute of Management Science - INFORMS (associate member od 1982, full member od 1990 r.);
- The Association of European Operational Research Societies -EURO (reprezentant Polski w EURO Council od 1982 r., członek Executive Committee w latach: 1996-1999, w tym prezydent w kadencji 1997-98);
- International Federation of Operational Research Societies - IFORS - siostrzana federacja z IFAC i IFIP, choć najstarsza i największa (przedstawiciel Polski w Board of Representatives od 1990 r.);
- Trans-European Research and Academic Networking Association TERENA (przedstawiciel Polski od 1996 r.);
- Polskiego Towarzystwa Matematycznego, Polskiego Towarzystwa Cybernetycznego, Polskiego Towarzystwa Informatycznego.

Był członkiem komitetu naukowego I i II Konferencji Smoleńskiej (z lat 2012, 2013), dotyczących katastrofy samolotu Tu-154 w Smoleńsku z 10 kwietnia 2010.
W 2021 został przewodniczącym Rady Społecznej przy Arcybiskupie Poznańskim.

## Życie prywatne
Jego ojciec, Józef Węglarz, również był profesorem Politechniki Poznańskiej.

## Odznaczenia, wyróżnienia i doktoraty honoris causa
Przyznano mu następujące odznaczenia państwowe:
- Krzyż Kawalerski Orderu Odrodzenia Polski (1991)
- Krzyż Oficerski Orderu Odrodzenia Polski (1997)
- Krzyż Komandorski Orderu Odrodzenia Polski (2004)
- Krzyż Komandorski z Gwiazdą Orderu Odrodzenia Polski (2019)[13]

Jest laureatem następujących nagród i wyróżnień:
- Złotego Medalu EURO
- Złotego Medalu University of Missouri-Columbia
- Nagrody Fundacji na Rzecz Nauki Polskiej
- Nagrody Wielkiej Pieczęci Miasta Poznania
- Złoty Hipolit (2013)[15]

Otrzymał doktoraty honoris causa następujących uczelni:
- Politechniki Szczecińskiej (10 grudnia 2001)[16]
- Akademii Górniczo-Hutniczej (16 października 2002)[17][18]
- Politechniki Częstochowskiej (22 kwietnia 2005)[19]
- Politechniki Poznańskiej (14 stycznia 2006)[20]
- Politechniki Gdańskiej (16 kwietnia 2008)
- Uniwersytetu Śląskiego w Katowicach (2 lipca 2008)[21]
- Uniwersytetu Zielonogórskiego (5 czerwca 2009)[22]
- Politechniki Śląskiej (12 czerwca 2014)[23]

W 2016 otrzymał honorowe obywatelstwo Poznania.